# 盆地

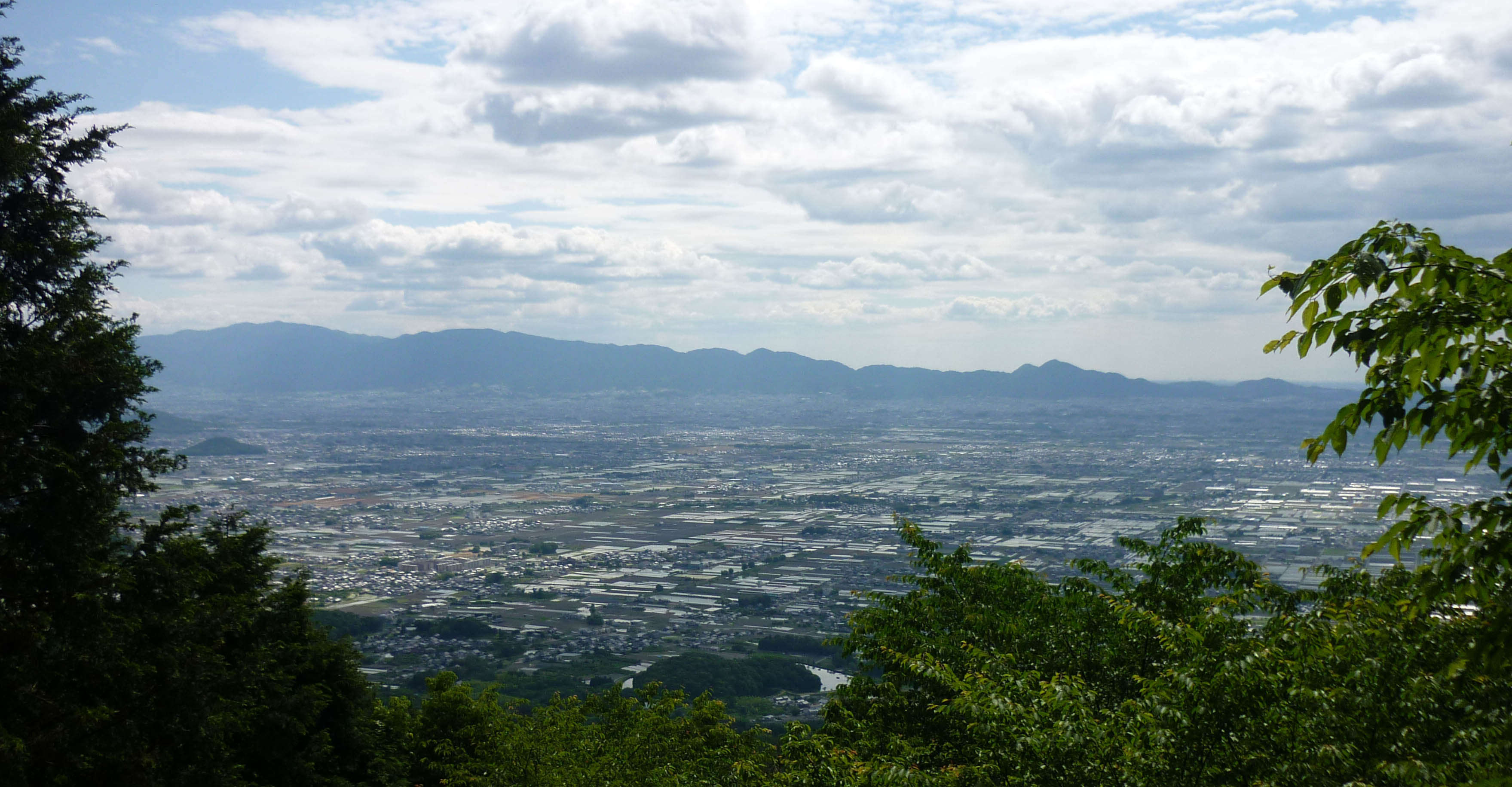
奈良盆地（奈良県）

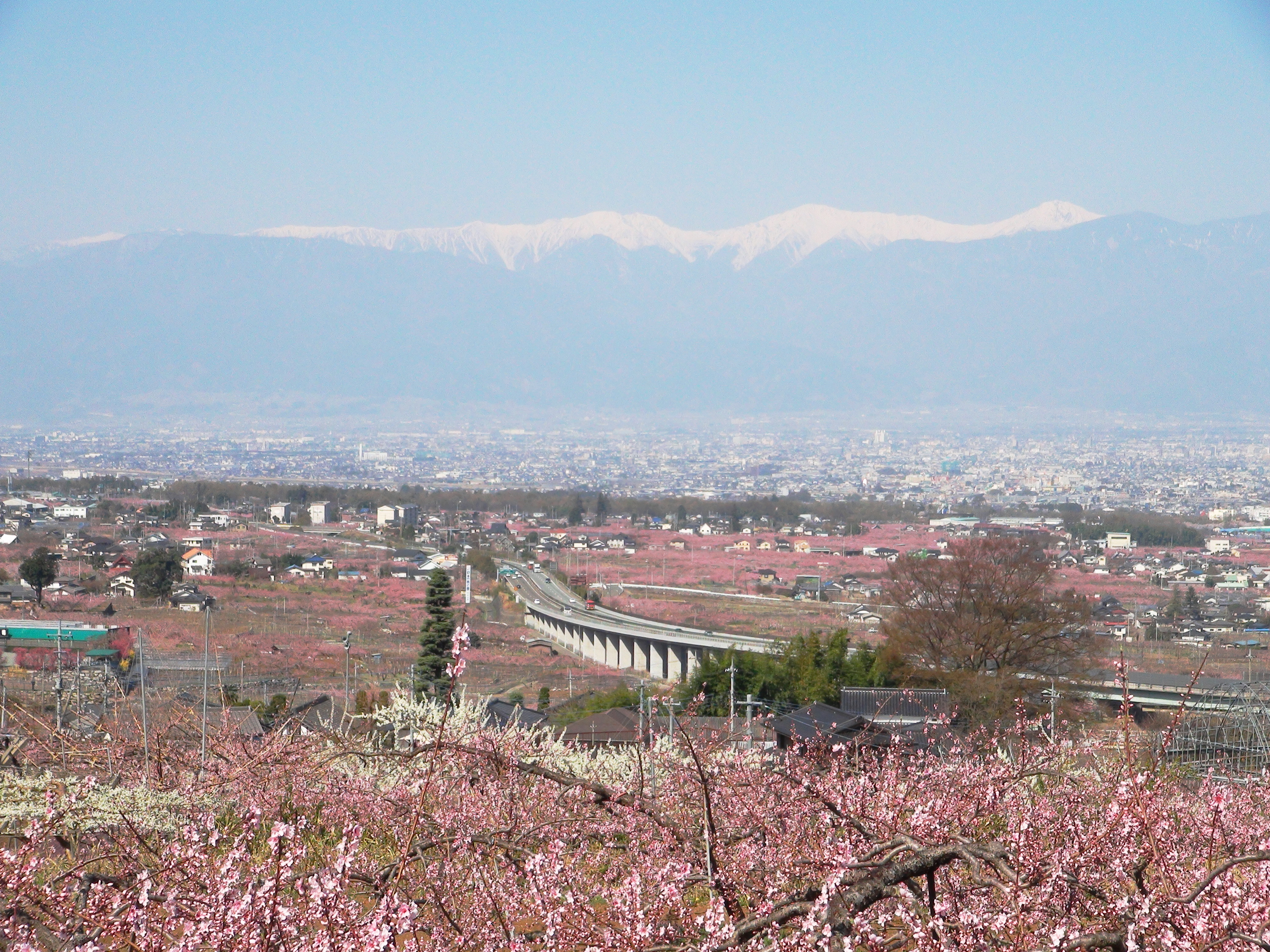
甲府盆地（山梨県）

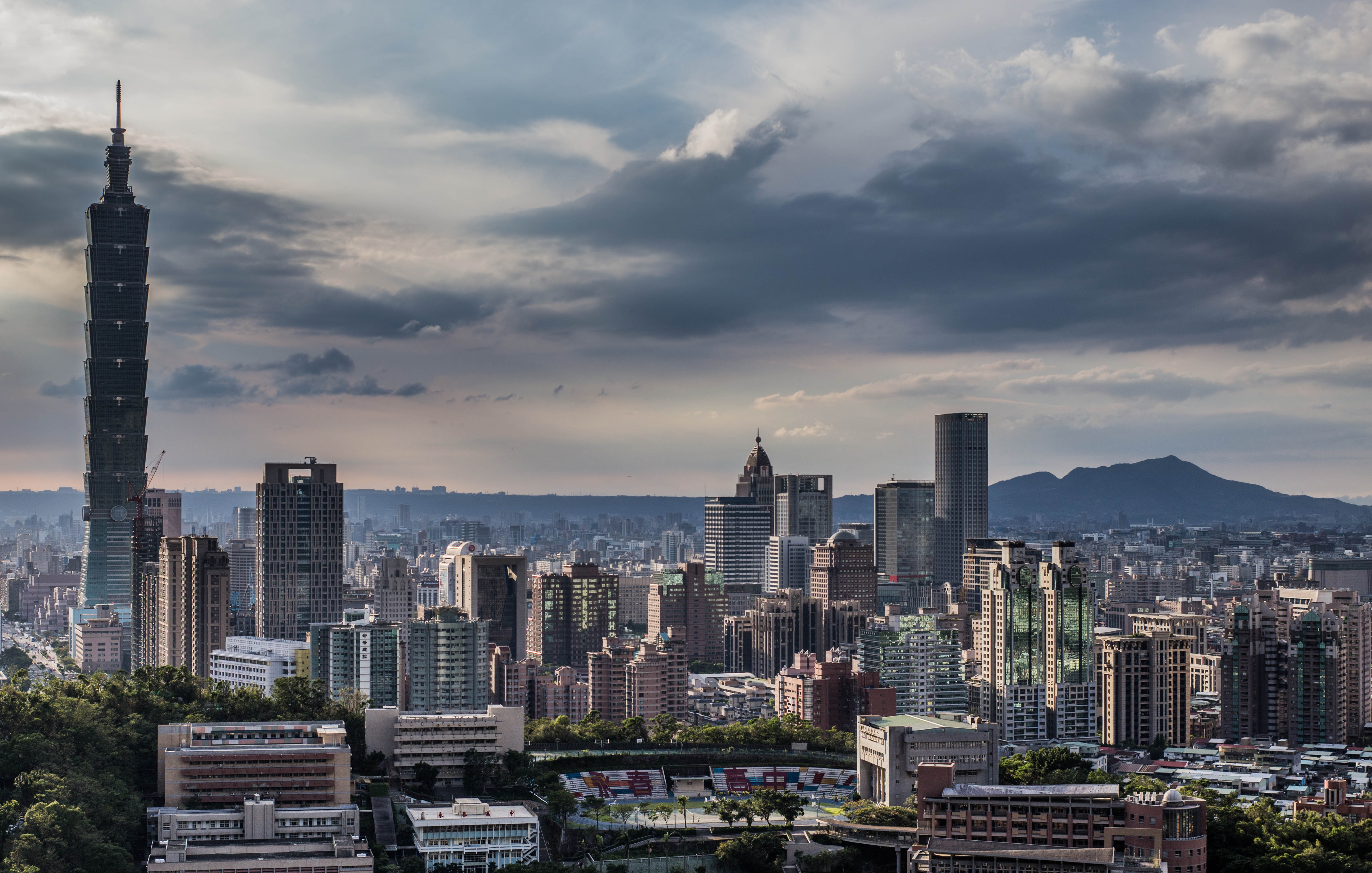
台湾台北盆地（中華民国）

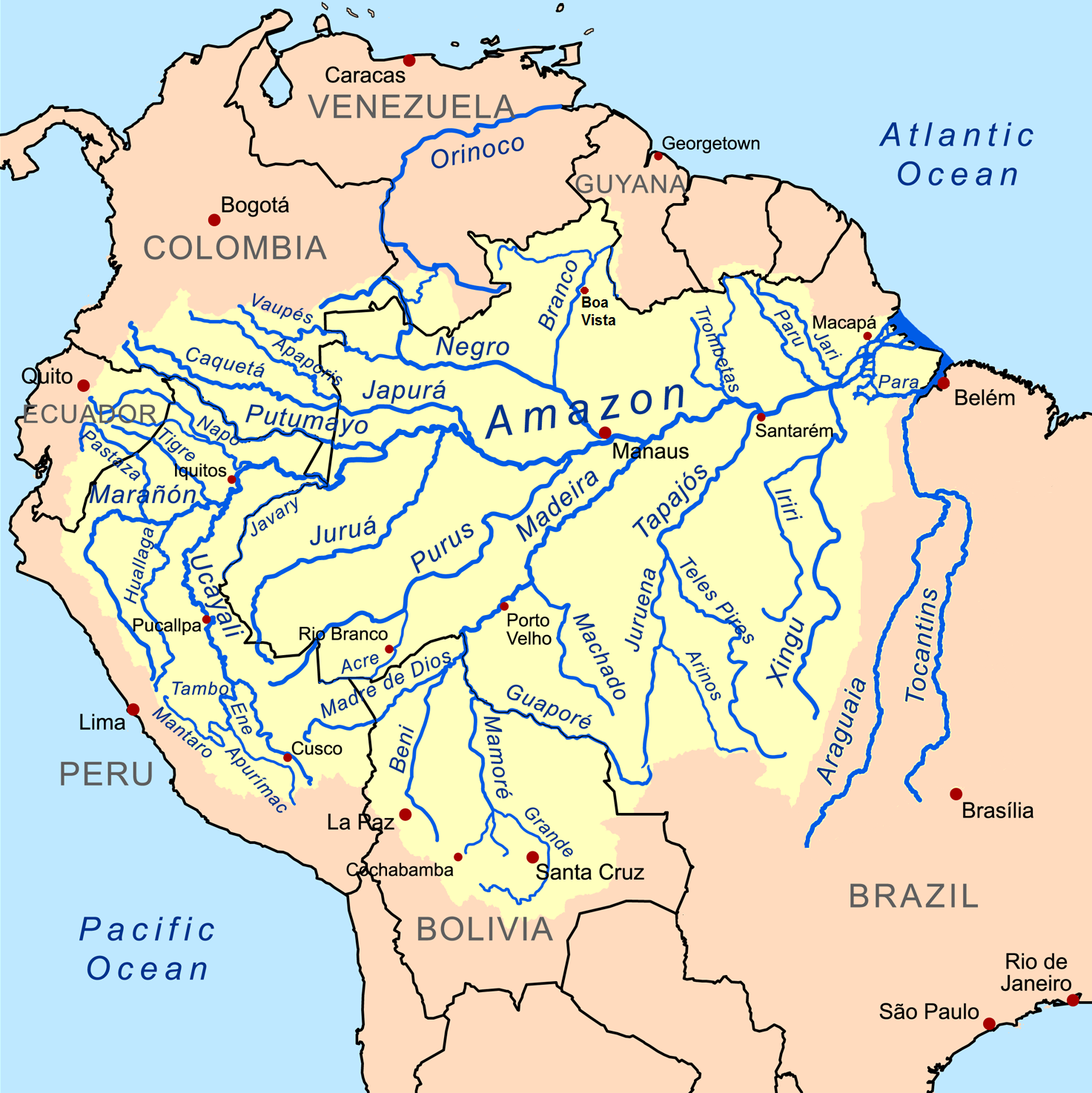
アマゾン川流域に広がるアマゾン盆地（南アメリカ）

盆地（ぼんち、英語: basin）とは、周囲を山地や丘陵に囲まれた、周辺よりも低く平らな地形である。

## 概要
盆地の規模は大小様々だが、盆地の大部分は地盤の相対的沈下によって生じる。周囲の土地が隆起し、静止していた部分が結果的に盆地となる場合もある。
盆地はその成因によって侵食盆地と構造盆地に分類され、構造盆地はさらに、撓曲盆地と断層盆地に分類される。火山活動によりできるカルデラも盆地の一種である。
侵食盆地
地層や岩石の軟らかい所が選択的に侵食されて、周囲よりも低くなったもの。盆状の海湾が隆起し、湾内だった部分の堆積層が流出するケースや、平坦面に新しい堆積物が層を作った後、その一部が盆地状に曲降し、侵食によって盆地床の中の堆積物が残るケースなど、その生成過程は様々である。侵食盆地の底が平坦地になることは稀で、丘陵地になることのほうが多い。
特に石灰岩地域に発達するものは溶食盆地（ポリエ）とよばれ、カルスト地形の一種である。
構造盆地
地殻変動によって形成される盆地の総称。盆地内は周囲の山地から供給される岩屑によって平坦となる傾向がある。
撓曲（とうきょく）盆地
撓曲（断層上の地層がたわむ現象）の作用によってできたもの。世界的に珍しい種類の盆地。
断層盆地
断層を伴う地盤作用によってできたもの。両側が断層崖になっているものを地溝盆地、片側のみのものを断層角盆地という。
曲降（きょくこう）盆地
中央部の地盤が湾曲し、下降することによってできたもの。自噴井ができやすい。平坦地が曲降した場合、円形の盆地になりやすいが、山地が曲降した場合は不規則な谷を形成しやすく、底部にかつての山頂が島のように残る場合も珍しくない。
カルデラ盆地
火山活動の外輪山により生成されたもの。
また、盆地または盆地内の状態によって、次の4つに分類される。
湖沼盆地湖沼を伴う盆地。岩屑の供給が地盤の変化に追いつかなかった場合に湖沼が生じる。
海湾（内海）盆地盆地の形成運動が海岸地域で起きて生じた地形。
埋積盆地岩屑によって埋め立てられ、平坦になった状態の盆地。
開析盆地埋積盆地が河川の下方侵食によって開析され、段丘状に変化した状態。

## 特徴

### 気候
山に囲まれた盆地の気候的な特徴はいくつか挙げられる。まず、沿岸部よりも気温の日較差や年較差が大きいことが挙げられる。これは、陸と海洋の比熱の差の影響、さらに山谷風による熱の輸送の効果もある。最低気温が低い要因には冷気湖が挙げられる。
盆地における山谷風は、昼は暖められた空気が盆地の底から山へ、夜は冷やされた空気が山から盆地の底へと移動し、風向が変化する循環。夜間はこれにより冷気が盆地の底に溜まり冷気湖が形成される。冷え込みのため、夜間から早朝、かつ日本の場合は特に秋から春、霧が発生しやすい。
盆地を囲む山が風を遮り、風速は弱まる傾向がある。風の減速は、日中はより気温を上げやすく、夜間は逆に気温を下げやすくする効果がある。また風の弱い日中は山谷風の循環の効果で、盆地内は周辺の山地より雲が少なく日照時間が長い傾向もみられる。気温の上がり方の差によって、平野と盆地の間にも山谷風や海陸風に類似した循環構造が認められることもある。
山により海洋と隔てられているために空気が比較的乾燥しており、降水量が少ない傾向もある。フェーン現象も起きやすい。
また、盆地内の空気が滞留しやすいため大気汚染物質も滞留して屋外空気質の悪化が長引くことがあり、実際にメキシコシティなどで問題となっている。

### 人文地理学
内陸都市の立地要因には、盆地が防御の面で優れていることや、平坦な土地であることも挙げられる。

## 日本における盆地
日本の辞書や教科書に「盆地」が現れたのは大正時代に入ってのことであり、その定義は国内の盆地内にある平野や都市に視座を置いた人文地理的なものとなっていた。戦後に文部省地理調査所によって定められた上記の定義も、それを継承したものとなっている。山に囲まれた低い平坦地という日本の風土を想定して定められた「盆地」は、地形学の学術用語であるBasinやValleyの訳語に当てられたが、Basinは山地に属する盆状地質構造、海盆、流域などを指す、外縁や地質などを含めた窪んだ地形全体を捉えた用語であり、盆地床の地形について規定していない。このため、周囲に山がないパリ盆地や、海に面した流域であるアマゾン盆地など、日本の定義では盆地とは言えない場所を「盆地」と呼んでいる例は多く、国際的な自然地域名称と乖離する場合もある。
一説に丹波国・但馬国は盆地を意味する「谷」に由来するといわれている。

### 日本の主な盆地
北海道地方
- 北見盆地（北海道オホーツク総合振興局）
- 名寄盆地（北海道上川総合振興局）
- 上川盆地（北海道上川総合振興局）
- 富良野盆地（北海道上川総合振興局）

東北地方
- 北上盆地（岩手県）
- 鷹巣盆地（秋田県）
- 大館盆地（秋田県）
- 横手盆地（秋田県）
  - 仙北盆地（秋田県）
- 新庄盆地（山形県）
- 小国盆地（山形県）
- 尾花沢盆地（山形県）
- 山形盆地（山形県）
- 上山盆地（山形県）
- 長井盆地（山形県）
- 米沢盆地（山形県）
- 福島盆地（福島県）
- 会津盆地（福島県）
- 猪苗代盆地（福島県）
- 郡山盆地（福島県）
- 白河盆地（福島県）

関東地方
- 笠間盆地（茨城県）
- 八郷盆地（茨城県）
- 沼田盆地（群馬県）
- 中之条盆地（群馬県）
- 中山盆地（群馬県）
- 富岡盆地（群馬県）
- 秩父盆地（埼玉県）
- 小川盆地（埼玉県）
- 八王子盆地（東京都）
- 秦野盆地（神奈川県）

中部地方
- 魚沼盆地（新潟県）
- 十日町盆地（新潟県）
- 栃尾盆地（新潟県）
- 大野盆地（福井県）
- 勝山盆地（福井県）
- 鯖武盆地（福井県）
- 甲府盆地（山梨県）
- 伊那盆地（長野県）
- 長野盆地（長野県）
- 松本盆地（長野県）
- 筑北盆地（長野県）
- 諏訪盆地（長野県）
- 佐久盆地（長野県）
- 上田盆地（長野県）
- 高山盆地（岐阜県）
- 古川国府盆地（岐阜県）
- 丹那盆地（静岡県）

近畿地方
- 上野盆地（三重県）
- 近江盆地（滋賀県）
- 山科盆地（京都府）
- 京都盆地（京都府）
- 亀岡盆地（京都府）
- 福知山盆地（京都府）
- 奈良盆地（奈良県）
- 三田盆地（兵庫県）
- 篠山盆地（兵庫県）
- 豊岡盆地（兵庫県）

中国･四国地方
- 津山盆地（岡山県）
- 西条盆地（広島県）
- 三次盆地（広島県）
- 山口盆地（山口県）
- 勝浦盆地（徳島県）
- 大洲盆地（愛媛県）
- 宇和盆地（愛媛県）
- 久万盆地（愛媛県）

九州地方
- 筑豊盆地
  - 嘉穂盆地（福岡県） - 「飯塚盆地」とも呼ばれる。
  - 田川盆地（福岡県）
  - 若宮盆地（福岡県）
- 黒木盆地（福岡県）
- 多久盆地（佐賀県）
- 武雄盆地（佐賀県）
- 嬉野盆地（佐賀県）
- 山内盆地 (長崎県)
- 由布院盆地（大分県）
- 日田盆地（大分県）
- 安心院盆地（大分県）
- 田染盆地（大分県）
- 竹田盆地（大分県）
- 三重盆地（大分県）
- 緒方盆地（大分県） - 「緒方平野」とも呼ばれる。
- 玖珠盆地  ( 大分県)
- 菊鹿盆地（熊本県）
- 阿蘇盆地（阿蘇谷、南郷谷）（熊本県）
- 人吉盆地（熊本県）
- 田野盆地（宮崎県）
- 飫肥盆地（宮崎県）
- 加久藤盆地（宮崎県）
- 小林盆地（宮崎県）
- 都城盆地（宮崎県・鹿児島県）
- 高千穂盆地（宮崎県）
- 鹿川盆地（宮崎県）
- 大口盆地（鹿児島県）
- 栗野盆地（鹿児島県）
- 伊集院盆地（鹿児島県）
- 川内盆地（鹿児島県） - 「川内平野」とも呼ばれる。
- 喜瀬武原盆地（沖縄県）

## 日本国外の主な盆地
アジア
- 四川（スーチョワン）盆地（中華人民共和国）
- 準噶爾（ジュンガル）盆地（中華人民共和国）
- 塔里木（タリム）盆地（中華人民共和国）
- 柴達木（ツァイダム）盆地（中華人民共和国）
- 大邱盆地（大韓民国）

アフリカ
- コンゴ盆地（コンゴ民主共和国、コンゴ共和国）

ヨーロッパ
- アキテーヌ盆地（フランス）
- パリ盆地（フランス）
- カルパチア盆地（ハンガリーなど）
- ボヘミア盆地（チェコ）

北アメリカ
- コロンビア盆地（アメリカ合衆国）
- ショショーニ盆地（アメリカ合衆国）
- トゥラロサ盆地（アメリカ合衆国）
- ロサンゼルス盆地（アメリカ合衆国）
- メキシコ盆地（メキシコ）

南アメリカ
- アマゾン盆地（ブラジルなど）

オセアニア
- カニング盆地（オーストラリア）
- 大鑽井盆地（オーストラリア）
- マレー・ダーリング盆地（オーストラリア）

## 地球外の主な盆地
- カロリス盆地（水星）
- 南極エイトケン盆地（月）